# Bleekeria mitsukurii
Bleekeria mitsukurii är en fiskart som beskrevs av Jordan och Barton Warren Evermann 1902. Bleekeria mitsukurii ingår i släktet Bleekeria och familjen tobisfiskar. Inga underarter finns listade.